# Rafinha (Fußballspieler, 1983)
Rafinha, bürgerlich Rafael da Silva Francisco (* 4. August 1983 in Guarulhos), ist ein brasilianischer Fußballspieler. Er spielt als Mittelfeldspieler.

## Karriere
Rafinha steht seit 2003 beim FC São Paulo unter Vertrag und war in den folgenden Jahren bei diversen Vereinen auf Leihbasis im Einsatz. Im Jahr 2010 spielt er leihweise beim Coritiba FC. Nach Ende der Leihe wurde Rafinha Anfang 2011 fest von Coritiba übernommen.
Nachdem er mit dem Klub vier Jahre in Folge die Staatsmeisterschaft von Paraná gewonnen hatte, wurde im Juli 2013 sein Wechsel nach Saudi-Arabien bekannt. Der Spieler unterzeichnete einen Vertrag bei al-Shabab.
2016 wechselte Rafinha zu Cruzeiro Belo Horizonte. Mit dem Klub konnte er jeweils zweimal die Staatsmeisterschaft von Minas Gerais und den Copa do Brasil gewinnen. Trotz laufenden Vertrages mit Cruzeiro bis Ende 2019, verließ Rafinha den Klub kurz nach dem Start in die Meisterschaftssaison 2019. Er unterzeichnete einen Vertrag bis Ende 2021 bei seiner alten Wirkungsstätte Coritiba.

## Titel
Goiás
- Staatsmeisterschaft von Goiás: 2009

Coritiba
- Staatsmeisterschaft von Paraná: 2010, 2011, 2012, 2013

Al-Shabab
- Saudi-arabischer Fußball-Supercup: 2014

Cruzeiro
- Copa do Brasil: 2017, 2018
- Staatsmeisterschaft von Minas Gerais: 2018, 2019